# Stormborn
Stormborn är det svenska power metal-bandet Bloodbounds sjätte studioalbum. Det släpptes i november 2014 på AFM Records Skivan släpptes även på vinyl och i Japan. År 2022 kom ytterligare en vinylversion.
En musikvideo spelades in till titelspåret.

## Låtlista
1. "Bloodtale" – 1:43
2. "Satanic Panic" – 4:30
3. "Iron Throne" – 3:36
4. "Nightmares from the Grave" – 5:13
5. "Stormborn" – 5:50
6. "We Raise the Dead" – 3:55
7. "Made of Steel" – 3:52
8. "Blood of My Blood" – 3:51
9. "When the Kingdom Will Fall" – 5:39
10. "Seven Hells" – 4:01
11. "When All Lights Fail" – 4:08

Bonusspår på japanska utgåvan
1. "Iron Throne" (instrumental) – 3:36
2. "Stormborn" (instrumental) – 5:50

## Medverkande
Musiker
- Patrik Selleby – sång
- Tomas Olsson – gitarr
- Henrik Olsson – gitarr
- Anders Broman – basgitarr
- Fredrik Bergh – keyboard, körsång
- Pelle Åkerlind – trummor

Bidragande musiker
- Stephan Widmark – körsång
- Sofla Westlin – körsång
- Helena Albertson – körsång
- Anna Svanberg – körsång
- Albin Aho – körsång
- Hugo Hagberg – körsång
- Filip Holmsten – körsång
- Hanna Albertson – körsång

Produktion
- Bloodbound – producent
- Per Ryberg – inspelningstekniker
- Tomas Olsson – inspelningstekniker
- Pelle Åkerlind – inspelningstekniker
- Fredrik Bergh – programmering, inspelningstekniker
- Jonas Kjellgren – mixning, mastering
- Hiko Kramer – layout
- Tom Thiel – omslagskonst
- Thorsten Seiffert – foto
- Peter Bubser – foto
- Jen Lehnaj – foto
- Veronika Hesounová – foto